# NGC 400

NGC 400

NGC 400 في الفهرس العام الجديد، هي نجم، تقع في كوكبة الحوت. اكتشفت في 30 ديسمبر 1866 .

## روابط خارجية
- NGC 400 على موقع ويكي سكاي: DSS2, SDSS, GALEX, IRAS, Hydrogen α, X-Ray, Astrophoto, Sky Map, Articles and images